# Regime de historicidade
Regime de historicidade é uma categoria de análise histórica utilizada pelo historiador François Hartog para classificar formas específicas de experiência do tempo, nas quais existem a dominância de uma das instâncias temporais - passado, presente ou futuro - sobre as outras. Em um contexto onde o passado é preponderante, pode-se observar um "regime de historicidade passadista", e assim por diante. A noção de um regime de historicidade foi construída a partir de duas influências centrais: a historiografia de Reinhart Koselleck e a antropologia de Marshall Sahlins. Segundo François Hartog, trata-se de um instrumento heurístico, próximo do conceito de tipo ideal (Idealtyp) de Max Weber, cuja função é articular as instâncias do tempo, expondo suas relações hierárquicas, que acabam promovendo certas formas de experiência enquanto inibem outras. Ao afirmar que a Europa viveu um regime de historicidade futurista a partir do século XVIII, o autor usa a data simbólica de 1989 para marcar a ascensão do presentismo como regime de historicidade a nível global.

## Conceito Êmico
O conceito êmico diz respeito à forma como o agente histórico (sujeito, fontes, etc.) utiliza conceitos e os interpreta dentro de sua realidade, contexto e recorte temporal. Seria a noção do homem como agente e indivíduo da história. Isso é feito através de indices de estabilidade semântica que são historicamente situados que ajudam a entender como os conceitos mudam no passar do tempo. Por exemplo: Dicionários e Enciclopédias.
Utilizado  para entender os conceitos a partir de como eles eram no passado, pelas sociedade as quais  estão sendo estudada. Possibilita  entender de maneira mais clara as culturas do passado através dos “olhos” dessas próprias culturas.

## Conceito Ético
O conceito ético é uma abstração sobre o objeto de pesquisa feita no presente por quem o pesquisa, e pode ser dividido em dois tipos: concreto e ideais.
Com ele se faz perguntas ao outro, esse outro pode ser fontes antigas ou comunidades do presente a quais se estuda e tenta manter um distanciamento cientifico durante a pesquisa.

### Concreto
Seria a descrição realista dos fenômenos, em alguns conceitos do materialismo histórico tentam se colocar como conceito concreto: como modo de produção classe, classe social entre outros. Se parte da realidade para pensar nesses conceitos, faz uma abstração para pensar esses conceitos depois volta ao real para analisar o conceito em relação ao objeto, sociedade. É criada uma reflexão usando esses conceito como ferramenta.

### Ideais
(Categoria Heuristica, uma Hipótese de método analítico) Não se referem a coisa que existiram na realidade passada, pelo menos não no modo puro como se constrói.
O valor heurístico do conceito é definido pela capacidade que ele têm de realizar descobertas cientificas. Um conceito atual vira um modelo, uma categoria heurística para se fazer descobertas em cima do objeto que está sendo estudado. Consequentemente o regime de historicidade é uma categoria heurística do tipo ideal. Não é uma coisa física, é uma categoria de análise, que serve para comparar a nossa relação com o passado, presente e futuro nos diferentes momentos da história.